# Veleizdaja
Veleizdaja je kaznivo dejanje zoper najvišje organe oblasti, državno ureditev, varnost države. Sem spadajo na primer vohunjenje, poskus državnega udara, sodelovanje v vojni proti državi ipd. Veleizdaja se pojmuje za enega od najhujših zločinov.

## Slovenija
V Kazenskem zakoniku Republike Slovenije je v 348. členu opredeljena kot:
Kdor s silo ali z grožnjo, da bo uporabil silo, ogrozi obstoj Republike Slovenije, ali tako poskuša spremeniti njeno ustavno ureditev, ali strmoglaviti najvišje državne organe, se kaznuje z zaporom od enega do desetih let.